# Álvaro Gutiérrez Prieto
Álvaro Gutiérrez Prieto (Escalona, 20 de enero de 1970) es un político español del Partido Socialista Obrero Español (PSOE), alcalde de Escalona desde 2007 y presidente de la Diputación Provincial de Toledo entre 2015 y 2023.

## Biografía
Nacido el 20 de enero de 1970 en Escalona, se licenció en derecho por la Universidad Complutense de Madrid (UCM). Es hermano mayor del antiguo eurodiputado Sergio Gutiérrez Prieto. Teniente de alcalde del Ayuntamiento de Escalona entre 1995 y 2007, el 2007 encabezó la candidatura del Partido Socialista Obrero Español (PSOE) de cara a las elecciones municipales y fue investido alcalde del municipio. También ejerció el cargo de vicepresidente de la Diputación Provincial de Toledo. Tras las elecciones municipales de mayo de 2015, tomó posesión del cargo de presidente de la Diputación Provincial de Toledo el 25 de junio de 2015.
El 6 de julio de 2019, renovó su mandato como presidente de la diputación, elegido con mayoría absoluta durante la sesión de constitución de la nueva corporación provincial, después de los resultados de las elecciones municipales de mayo.